# Чемпіонат НДР з хокею 1974—1975
Чемпіонат НДР з хокею 1975 — чемпіонат НДР, чемпіоном став клуб «Динамо» (Вайсвассер) 22-й титул.

## Таблиця
| М  | Команда               | І | Пер | Н | Пор | Ш     | О |
| -- | --------------------- | - | --- | - | --- | ----- | - |
| 1. | «Динамо» (Вайсвассер) | 6 | 3   | 1 | 2   | 23:19 | 7 |
| 2. | СК «Динамо» (Берлін)  | 6 | 2   | 1 | 3   | 19:23 | 5 |

Скорочення: М = підсумкове місце, І = ігри, Пер = перемоги, Н = нічиї, Пор = поразки, Ш = закинуті та пропущені шайби, О = набрані очки

## Матчі
- СК «Динамо» (Берлін) — «Динамо» (Вайсвассер) 3:1
- СК «Динамо» (Берлін) — «Динамо» (Вайсвассер) 6:5
- «Динамо» (Вайсвассер) — СК «Динамо» (Берлін) 4:3
- «Динамо» (Вайсвассер) — СК «Динамо» (Берлін) 3:2
- СК «Динамо» (Берлін) — «Динамо» (Вайсвассер) 3:3
- «Динамо» (Вайсвассер) — СК «Динамо» (Берлін) 7:2